# Leucoloma mafatense
Leucoloma mafatense är en bladmossart som beskrevs av Ferdinand François Gabriel Renauld 1898. Leucoloma mafatense ingår i släktet Leucoloma och familjen Dicranaceae. Inga underarter finns listade i Catalogue of Life.